# Mia Skäringer

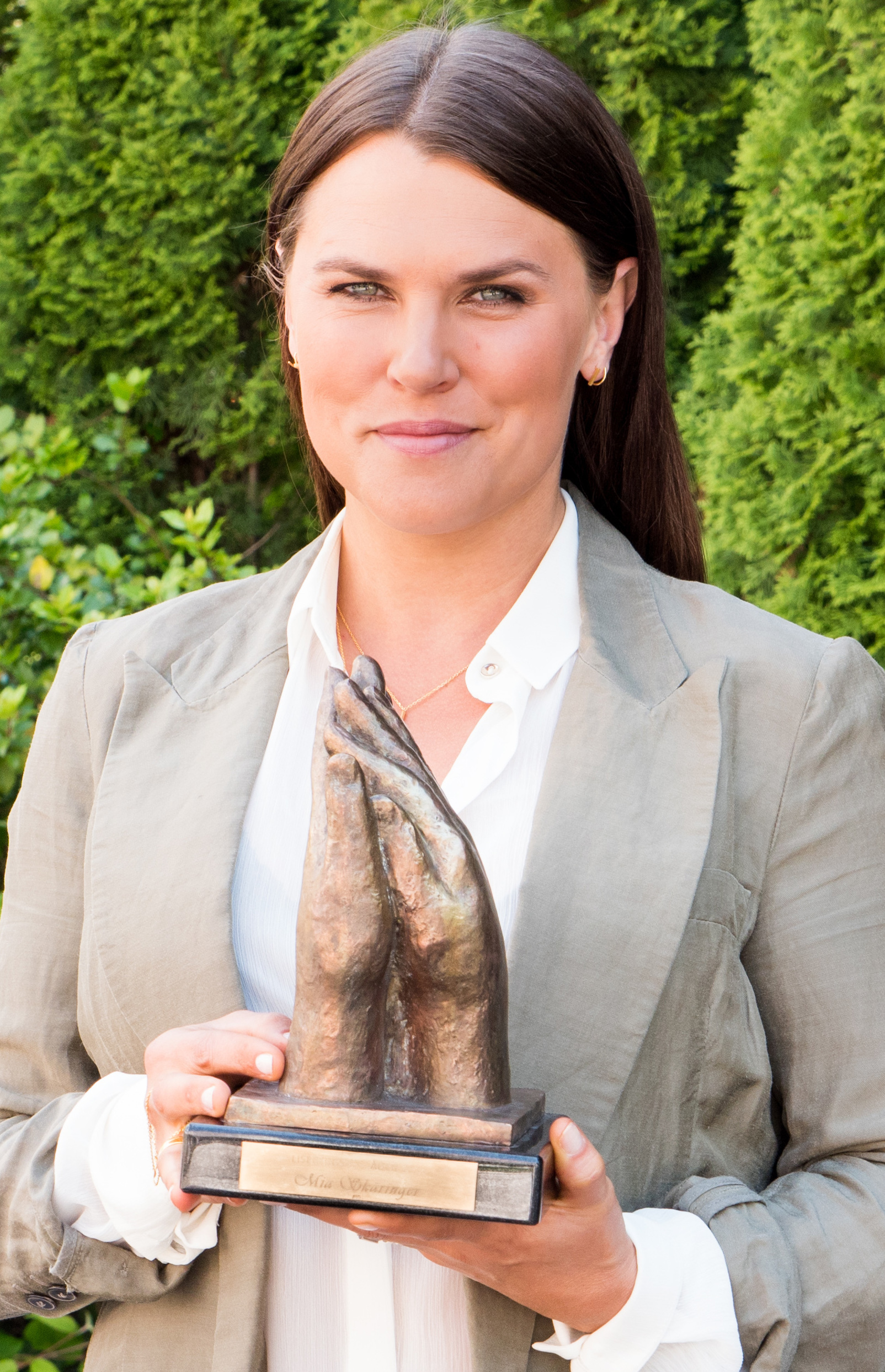
Mia Skäringer

Maria Elisabeth „Mia“ Skäringer, auch Maria Elisabeth Lázár (* 4. Oktober 1976 in Kristinehamn) ist eine schwedische Filmschauspielerin und Autorin.

## Leben
Mia Skäringer wurde ab 1995 Moderatorin beim Jugendsender ZTV. Ab 1997 wirkte sie in Comedy-Sendungen des Radiosenders P3 mit. 2004 bis 2007 sprach die die Radio-Comedysendung Roll On mit Klara Zimmergren. Als Duo Mia och Klara wurden 2007 und 2009 Episoden in zwei TV-Miniserien im Programm des SVT ausgestrahlt.
2009 erschien Skäringers Buch Dyngkåt, welches auf ihren Frauen-Kolumnen im Müttermagazin Mama beruhen.
Ab 2010 spielte sie die Figur Anna Svensson in der Dramedy-Serie Solsidan. 2013 spielte sie Gunilla in Der Hundertjährige, der aus dem Fenster stieg und verschwand. Für ihre Hauptrolle in der Komödie Solsidan, ein Spielfilm basierend auf der Serie, wurde sie 2018 für einen Guldbagge nominiert.

## Filmografie (Auswahl)
- 2007–2009: Mia och Klara (Fernsehserie, 16 Folgen)
- 2010–2015: Solsidan (Fernsehserie, 50 Folgen)
- 2013: Der Hundertjährige, der aus dem Fenster stieg und verschwand (Hundraåringen som klev ut genom fönstret och försvann)
- 2013–2014: Mia på Grötö (Show, 12 Folgen)
- 2015: Ängelby (Fernsehserie, 12 Folgen)
- 2015–2017: Ack Värmland (Fernsehserie, 20 Folgen)
- 2017: Solsidan